# آبشار آپر شیور
آبشار آپر شیور (به انگلیسی: Upper Shaver Falls) آبشاری است که در همیلتون (انتاریو)، کانادا واقع شده و ارتفاع کلی ریزشگاه آن ۳ متر (۹٫۸ فوت) است.